# 菲特·阿尔普
雅恩-菲特·阿尔普（德語：Jann-Fiete Arp；2000年1月6日—），是一位德国足球运动员，于场上司职前锋，目前效力於丹麥足球超級聯賽球會欧登塞。

## 俱乐部生涯
雅恩-菲特，常称“菲特”，阿尔普出生于石勒苏益格-荷尔斯泰因州的巴特塞格贝格，并随分居的父母在巴特塞格贝格和附近的瓦尔斯特长大。当4岁的时候，他开始在瓦尔斯特体育俱乐部（SV Wahlstedt）踢足球，然后于2010-11赛季转投汉堡体育俱乐部的青训营，最初是代表U11（11岁以下）梯队出场。在2015-16赛季（10球）和2016-17赛季（26球），阿尔普共计参加了44场U17德甲联赛及射入36球，其中2016-17赛季射入的26球更使他荣膺当季北部/东北赛区的最佳射手。在2017年初的整个冬训，包括在迪拜进行的训练营期间，刚迎来自己17岁生日的阿尔普首次获得俱乐部主教练马库斯·吉斯多尔征召，得以跟随一线队训练。然后，他同时参加U17和U19德甲联赛，并至赛季结束时于U19德甲取得4次出场及2个入球。得益于这一赛季的高光表现，阿尔普获得了弗里茨·瓦尔特奖的U17年龄组金奖。
至2017-18赛季，阿尔普入选了俱乐部的一线队大名单，并且也同时在U19青年队注册——他仍有资格代表该梯队效力两个赛季。他在季前将与汉堡的合同延长至2019年6月30日，并与职业球员一同进行夏季备战。此前，他拒绝了来自英超应届冠军切尔西的报价。在夏季备战结束后，阿尔普又主要跟随U19梯队训练，但为了取得海德贝格文理中学的高中会考文凭，他每周只能训练一次。尽管如此，吉斯多尔还是对他报以信任，继阿尔普于U19德甲的三场比赛射入7球后，又于2017年9月30日对阵云达不来梅的北方德比中首次进入德甲的比赛大名单。在这场互交白卷的比赛中，17岁的阿尔普于完场前不久替补博比·伍德登场，完成德甲首秀。他也因此成为德甲历史上首位出场的00后球员。随后，他又随德国U17选拔队参加了在印度举办的U-17世界杯，并在2017年10月底回国后与学校协商更多的参与职业队训练，从而成为一线队固定的一份子。2017年10月28日，阿尔普在汉堡以1比2不敌柏林赫塔的比赛中获得第二次德甲出场机会并取得首个入球——在他替补登场约20分钟后，于第73分钟将比分拉近。凭借着17岁又295天的年龄，阿尔普同时成为了德甲历史上第七年轻的入球者、汉堡历史上最年轻的德甲入球者以及德甲首位在2000年后出生的入球者。在下轮以3比1战胜斯图加特的比赛中，阿尔普则首发登场并在第69分钟射入本队的最后一球。

### 霍爾斯坦基爾
2021年6月25日，拜仁慕尼黑宣布阿尔普將租借加盟德乙球會霍爾斯坦基爾一年。

### 歐登塞
2025-26賽季前，阿爾普首次轉會海外，以自由轉會的方式加入了新晉級的丹麥足球超級聯賽球會欧登塞。他簽署了一份為期三年，至2028年6月30日的合同，與他同胞亚历山大·措尼格同時加盟，後者於今年夏天早些時候被任命為主教練。

## 国家队生涯
阿尔普于2015年10月首次代表德国16岁以下国家足球队上阵，至2016年4月共参赛4场。自2016年9月以来，他则入选了德国17岁以下国家足球队。随这一年龄段，阿尔普参加了2017年欧洲U-17足球锦标赛。他在三场分组赛中两次射入3球，其中包括一次创纪录在13分钟内实现的“无暇帽子戏法”，引起轰动。凭借总共7个入球，阿尔普在赛事射手榜中仅次于阿明·古伊里（8球），摘得银靴奖 
。
2017年10月，阿尔普又参加了在印度举行的U-17世界杯。他在那里踢满了德国U17所参加的全部5场比赛，并射入5球，直至四分之一决赛被巴西U17淘汰。总体而言，阿尔普在U17国家队中共出场19次并射入18球。

## 荣誉及奖项

### 球會
拜仁慕尼黑
- 德甲冠軍：2019－20賽季
- 德国足协杯冠軍：2019－20賽季
- 歐洲冠軍聯賽冠軍：2019－20賽季
- 歐洲超級盃冠軍：2020年
- 德國超級盃冠軍：2020年

### 個人
- 弗里茨·瓦尔特奖：2017年金奖（U17组）
- U17德甲联赛（德语：B-Junioren-Bundesliga）最佳射手：2017年（北部/东北赛区）